# Mistrovství světa v ledním hokeji – divize II
Divize II. je kvalifikační soutěží mistrovství světa pořádanou IIHF. Soutěž je rozdělena do dvou skupin po šesti účastnících. Od roku 2012 byl zaveden nový systém, a to, že skupina A divize II je vyšší soutěží než skupina B divize II. Do divize I postupuje první celek skupiny A. Poslední tým skupiny A sestupuje do skupiny B. Analogicky první tým skupiny B postupuje do skupiny A a poslední tým skupiny B sestupuje do divize III.

## Historie
Rozdělení do dvou skupin podle výkonnosti bylo poprvé vyzkoušeno na MS v roce 1951. Důvodem byl značný výkonnostní rozdíl mezi mužstvy projevující se na posledních světových šampionátech. IIHF se snažila, aby v elitní skupině, kde se hrálo o medaile, startovalo maximálně osm mužstev, proto byl tento systém po celá padesátá léta používán nepravidelně (1951, 52, 53, 55, 56 a 59) vždy podle toho kolik se přihlásilo účastníků na MS. Změna nastala od roku 1961, kdy byl stanoven žebříček výkonnosti mužstev a začalo se hrát každoročně ve třech skupinách – A, B, C – (od roku 1987 ještě přibyla skupina D) s přímým postupem a sestupem. Výjimkou byly roky 1962 a 1965, kdy se hrálo jen ve dvou skupinách. Až do roku 1967 byl pořadatel pro všechny skupiny stejný a hrálo se i ve stejném termínu. Od roku 1969 se začala skupina A pořádat odděleně od skupin B a C a od roku 1973 se každá skupina pořádala zvlášť. Do roku 2000 byly všechny skupiny IIHF považovány jako součást mistrovství světa.
Zatím poslední změna nastala v roce 2001, kdy byl zaveden po celkové reorganizaci tzv. nižších výkonnostních skupin mistrovství světa systém divizí. Divize jsou rozděleny do tří výkonnostních skupin – divize I, II a III. Jsou provázány systémem postup – sestup, kromě divize III, z které nesestupuje nikdo. Divize už ale nejsou součástí mistrovství světa, ale jeho kvalifikací.
V letech 2001 až 2011 byla divize II rozdělena do dvou rovnocenných skupin. Vítězové obou skupin postupovali do divize I a týmy z posledních míst sestupovaly do divize III.

## V letech 1961 až 2000 na MS – skupina C
| Rok       | Vítěz     | Rok       | Vítěz      | Rok       | Vítěz          |
| --------- | --------- | --------- | ---------- | --------- | -------------- |
| MS – 1961 | Rumunsko  | MS 1976   | Rakousko   | MS – 1991 | Dánsko         |
| 1962      | Ne        | MS – 1977 | Itálie     | MS – 1992 | Velká Británie |
| MS – 1963 | Rakousko  | MS – 1978 | Nizozemsko | MS – 1993 | Litva          |
| 1964      | Ne        | MS – 1979 | Jugoslávie | MS – 1994 | Slovensko      |
| 1965      | Ne        | 1980      | Ne         | MS – 1995 | Bělorusko      |
| MS – 1966 | Itálie    | MS – 1981 | Rakousko   | MS – 1996 | Kazachstán     |
| MS – 1967 | Japonsko  | MS – 1982 | Japonsko   | MS – 1997 | Ukrajina       |
| 1968      | Ne        | MS – 1983 | Nizozemsko | MS – 1998 | Maďarsko       |
| MS – 1969 | Japonsko  | 1984      | Ne         | MS – 1999 | Nizozemsko     |
| MS – 1970 | Rakousko  | MS – 1985 | Francie    | MS – 2000 | Maďarsko       |
| MS – 1971 | Rumunsko  | MS – 1986 | Norsko     |           |                |
| MS – 1972 | Rakousko  | MS – 1987 | Japonsko   |           |                |
| MS – 1973 | Norsko    | 1988      | Ne         |           |                |
| MS – 1974 | Švýcarsko | MS – 1989 | Nizozemsko |           |                |
| MS – 1975 | Norsko    | MS – 1990 | Jugoslávie |           |                |

## Divize II v letech 2001 až 2011
| Rok       | Hrálo se v                                      | Postupující do divize I | Sestupující do divize III   |
| --------- | ----------------------------------------------- | ----------------------- | --------------------------- |
| MS – 2001 | Španělsko (skupina A) Rumunsko (skupina B)      | Jižní Korea, Rumunsko   | Nový Zéland, Mexiko         |
| MS – 2002 | Jižní Afrika (skupina A) Jugoslávie (skupina B) | Estonsko, Litva         | Turecko, Lucembursko        |
| MS – 2003 | Jižní Korea (skupina A) Bulharsko (skupina B)   | Jižní Korea, Belgie     | Mexiko, Island              |
| MS – 2004 | Španělsko (skupina A) Litva (skupina B)         | Litva, Čína             | Lucembursko, Jižní Afrika   |
| MS – 2005 | Chorvatsko (skupina A) SČH (skupina B)          | Chorvatsko, Izrael      | Turecko, Island             |
| MS – 2006 | Bulharsko (skupina A) Nový Zéland (skupina B)   | Rumunsko, Čína          | Jižní Afrika, Nový Zéland   |
| MS – 2007 | Chorvatsko (skupina A) Jižní Korea (skupina B)  | Chorvatsko, Jižní Korea | Turecko, Severní Korea      |
| MS – 2008 | Rumunsko (skupina A) Austrálie (skupina B)      | Rumunsko, Austrálie     | Irsko, Nový Zéland          |
| MS – 2009 | Srbsko (skupina A) Bulharsko (skupina B)        | Srbsko, Jižní Korea     | Severní Korea, Jižní Afrika |
| MS – 2010 | Mexiko (skupina A) Estonsko (skupina B)         | Španělsko, Estonsko     | Turecko, Izrael             |
| MS – 2011 | Austrálie (skupina A) Chorvatsko (skupina B)    | Austrálie, Rumunsko     | Severní Korea, Irsko        |

1. ↑  Odřekla účast.
2. ↑  Odřekla účast.

## Divize II skupiny A a B od roku 2012
| Rok       | Hrálo se v                                                | Postupující do divize I          | Sestupující do sk. B divize II   | Postupující do sk. A divize II   | Sestupující do divize III        |
| --------- | --------------------------------------------------------- | -------------------------------- | -------------------------------- | -------------------------------- | -------------------------------- |
| MS – 2012 | Island (skupina A) Bulharsko (skupina B)                  | Estonsko                         | Nový Zéland                      | Belgie                           | JAR                              |
| MS – 2013 | Chorvatsko (skupina A) Turecko (skupina B)                | Chorvatsko                       | Španělsko                        | Izrael                           | Bulharsko                        |
| MS – 2014 | Srbsko (skupina A) Španělsko (skupina B)                  | Estonsko                         | Izrael                           | Španělsko                        | Turecko                          |
| MS – 2015 | Island (skupina A) Jižní Afrika (skupina B)               | Rumunsko                         | Austrálie                        | Čína                             | JAR                              |
| MS – 2016 | Španělsko (skupina A) Mexiko (skupina B)                  | Nizozemsko                       | Čína                             | Austrálie                        | Bulharsko                        |
| MS – 2017 | Rumunsko (skupina A) Nový Zéland (skupina B)              | Rumunsko                         | Španělsko                        | Čína                             | Turecko                          |
| MS – 2018 | Nizozemsko (skupina A) Španělsko (skupina B)              | Nizozemsko                       | Island                           | Španělsko                        | Lucembursko                      |
| MS – 2019 | Srbsko (skupina A) Mexiko (skupina B)                     | Srbsko                           | Belgie                           | Izrael                           | Severní Korea                    |
| MS – 2020 | Zrušeno kvůli pandemii covidu-19                          | Zrušeno kvůli pandemii covidu-19 | Zrušeno kvůli pandemii covidu-19 | Zrušeno kvůli pandemii covidu-19 | Zrušeno kvůli pandemii covidu-19 |
| MS – 2021 | Zrušeno kvůli pandemii covidu-19                          | Zrušeno kvůli pandemii covidu-19 | Zrušeno kvůli pandemii covidu-19 | Zrušeno kvůli pandemii covidu-19 | Zrušeno kvůli pandemii covidu-19 |
| MS – 2022 | Chorvatsko (skupina A) Island (skupina B)                 | Čína, Nizozemsko                 | –                                | Island, Gruzie                   | –                                |
| MS – 2023 | Španělsko (skupina A) Turecko (skupina B)                 | Španělsko                        | Gruzie                           | Spojené arabské emiráty          | Mexiko                           |
| MS – 2024 | Srbsko (skupina A) Bulharsko (skupina B)                  | Chorvatsko                       | Island                           | Belgie                           | Turecko                          |
| MS – 2025 | Srbsko (skupina A) Nový Zéland (skupina B)                | Nizozemsko                       | Izrael                           | Gruzie                           | Thajsko                          |
| MS – 2026 | Spojené arabské emiráty (skupina A) Bulharsko (skupina B) |                                  |                                  |                                  |                                  |